# Czapajewo (rejon dawlekanowski)
Czapajewo (ros. Чапаево, baszk. Сапай) – wieś (ros. село, trb. sieło) w Baszkirii w rejonie dawlekanowskim. 1 stycznia 2009 r. wieś zamieszkiwało 441 osób, z których 98% stanowili Baszkirzy.